# Remue-ménage (film, 2002)
Pour les articles homonymes, voir Remue-ménage.
Pour plus de détails, voir Fiche technique et Distribution.
Remue-ménage est un film documentaire suisse réalisé par Fernand Melgar, sorti en 2002. 
Tourné en cinéma direct, le film accompagne Pascal, 35 ans, père de famille, démolisseur de voiture et travesti dans la petite ville de Moudon. Il rêve de succès, imite Dalida, il lutte pour porter les robes qu'il affectionne et imposer sa différence, car ses concitoyens n'apprécient guère qu'il se déguise en Mère Noël pendant les fêtes de fin d'année.
Le film est disponible gratuitement en VOD. 

## Synopsis
Pascal 35 ans a choisi de se travestir en femme au grand jour. Casseur de voitures la journée, il rêve de music-hall et répète la nuit son spectacle de transformiste sous le regard bienveillant et les conseils de sa femme Carole. Le hic, c’est qu’ils ne vivent pas à Paris mais à Moudon, un petit bourg campagnard. Aux yeux de la commune, ce couple hors-norme trouble l’ordre public et contrevient à la morale. Mais Pascal, Carole et leurs quatre enfants veulent se faire accepter tels qu'ils sont. Malgré les sarcasmes et les menaces, ils s'accrochent envers et contre tous et ne partiront pas. Ils mènent au jour le jour une lutte qui en aurait achevé plus d’un, mais qui grâce à leur appétit de vie leur procure un quotidien truculent et mouvementé.

## Fiche technique
- Titre original : Remue-ménage
- Titre anglais : Storm in C-cup
- Réalisation, montage, production : Fernand Melgar
- Image : Camille Cottagnoud, Aldo Munier, Pierre-Yves Borgeaud, Fernand Melgar
- Son : Blaise Gabioud, Luc Yersin, Maurice Engler
- Production : Fernand Melgar, Jean-Marc Henchoz
- En coproduction avec : JMH production, RTS - Unité Documentaire
- Avec le soutien de : Office fédéral de la culture, fonds Regio
- Distribution : Fernand Melgar
- Pays d'origine :  Suisse
- Langue originale : français
- Format : DVCAM, 1.78, couleur, stéréo
- Genre : documentaire
- Durée : 52 minutes
- Sortie :
  -  Suisse : RTS Un : 26 août 2002

## Accueil

### Critique positive
Le critique Antoine Duplan de L'Hebdo note « Fernand Melgar a du cœur. Dans Remue-Ménage, il plonge au fond d'une misère affective noire, sans jamais se départir de sa compassion. Jamais la « belle plante, la belle miss », comme dit Patrick, n'est tournée en dérision; au contraire elle/il plaide pour la tolérance et le respect ».

### Critique négative
Emmanuelle Peyret de Libération estime que « c'est typiquement le genre de documentaire dont on se demande, outre le côté vendo-accrocheur [...] si c'est 1) du foutage de gueule, 2) un bon moyen avec ce genre de sujet de passer son docu sur Arte, 3) de la fausse compassion style « regardez le traitement inhumain qu'on réserve à cet être différent mais pourtant notre semblable» dans son village suisse, ou 4) ce que, au fond, le réalisateur veut démontrer ».

## Distinctions

### Récompenses
- 2002 : Mention spéciale du jury, Traces de vies - Rencontres du film documentaire[4].

### Nominations et sélections
- 2002 : Compétition internationale, Visions du réel, Nyon ;
- 2002 : Compétition internationale, DOK-Leipzig ;
- 2003 : Compétition internationale, Chicago International Film Festival ;
- 2003 : Compétition internationale, Rencontres internationales du documentaire de Montréal ;
- 2003 : meilleur documentaire, 18e Festival international du film francophone de Namur ;
- 2003 : Sélection officielle, 38e Journées cinématographiques de Soleure ;
- 2004 : Sélection officielle, New York Lesbian, Gay, Bisexual, & Transgender Film Festival Etats-Unis ;
- 2004 : Compétition, Pink Apple Film Festival Zurich[5].
- 2012 : Rétrospective de Fernand Melgar, BAFICI;
- 2014 : Rétrospective de Fernand Melgar, Documenta Madrid[6].